# Instituto Politécnico de Bragança
O Instituto Politécnico de Bragança (IPB) é uma instituição pública de ensino superior que tem por missão a criação, transmissão e difusão do conhecimento técnico-científico e do saber de natureza profissional, através da articulação do estudo, do ensino, da investigação orientada e do desenvolvimento experimental.
O IPB desenvolve a sua missão em articulação com a sociedade, incluindo a cooperação transfronteiriça, numa perspectiva de coesão territorial e de afirmação nacional e internacional, com vista ao desenvolvimento da Região, assente na inovação e na produção e transferência do conhecimento técnico-científico.
O IPB valoriza a atividade do seu pessoal docente, investigador e não docente, estimula a formação intelectual e profissional dos estudantes e assegura as condições para que todos os cidadãos devidamente habilitados possam ter acesso ao ensino superior e à aprendizagem ao longo da vida.
O IPB promove a mobilidade de estudantes e diplomados, tanto a nível nacional como internacional, designadamente no espaço europeu de ensino superior e na comunidade de países de língua oficial portuguesa.
O IPB participa, isoladamente ou através das suas unidades orgânicas, em atividades de ligação à sociedade, designadamente de difusão, transferência e valorização do conhecimento.

## Orgânica do IPB
O IPB é governado pelos seguintes órgãos:
- a) Conselho Geral;
- b) Presidente;
- c) Conselho de Gestão.

São ainda órgãos do IPB:
- a) Conselho Técnico-Científico;
- b) Conselho Permanente.

## Escolas do IPB
O IPB é constituído por cinco escolas, quatro em Bragança e uma em Mirandela: 
- ESA - Escola Superior Agrária
- ESE - Escola Superior de Educação
- ESTiG - Escola Superior de Tecnologia e Gestão
- ESSa - Escola Superior de Saúde
- EsACT - Escola Superior de Comunicação, Administração e Turismo

## Diversidade e qualidade de ensino
A oferta formativa do IPB é constituída por mais de uma centena de cursos e ciclos de estudos, incluindo licenciaturas, pós-graduações, pós-licenciaturas e ciclos de estudos de mestrado, bem como cursos de especialização tecnológica. Esta realidade comprova o sucesso com que foi concretizado o Processo de Bolonha e a adoção do sistema europeu de transferência e acumulação de créditos (ECTS). 
O IPB possui o corpo docente mais qualificado do sistema de ensino superior politécnico em Portugal, com a percentagem mais elevada de docentes doutorados.
O IPB foi recentemente avaliado pela Associação das Universidades Europeias (EUA, European University Association) que o 
reconheceu como uma das instituições politécnicas de maior sucesso: “At national level, IPB is one of the more successful polytechnics, and competes in some areas with the best of universities”.

## Qualidade das instalações e equipamentos
O IPB possui instalações modernas e bem equipadas, em particular, instalações laboratoriais, ateliês, centros de recursos e bibliotecas, constituindo um suporte inestimável para a qualidade do ensino e seu pendor prático e experimental.
O IPB possui um sistema de comunicações sem fios (rede wireless) que abrange todas as suas instalações. Os alunos têm ainda à sua disposição recursos de informação científica e documental on-line e uma plataforma moderna de e-learning.
O IPB possui um complexo desportivo que inclui vários campos de jogos, um campo relvado e uma pista de atletismo de nível olímpico. O campus do IPB é circundado por uma ciclovia, tornando-o ímpar no país.

## Qualidade e baixo custo de vida
Num estudo recente a nível europeu, Bragança foi considerada uma das cidades com melhor qualidade de vida, obtendo as pontuações mais elevadas nos campos da habitação, da segurança e da qualidade do meio ambiente.
Os campus do Instituto encontram-se localizados nos centros das cidades, sem necessidade de recurso a transportes. Bragança e Mirandela possuem um parque habitacional moderno e disponível para arrendamento a preços muito competitivos. A qualidade e o baixo custo de vida são complementados pelo valor da propina praticada no IPB; o mais baixo de todo o sistema de ensino superior português.

## Ambiente académico, cultural e ambiental
O IPB possui mais de 7000 estudantes, transformando as cidades de Bragança e Mirandela em verdadeiros centros de vivência académica.
Bragança e Mirandela oferecem um ambiente histórico e cultural aos seus alunos (cinema, teatro, música, dança, museus, bibliotecas). A região envolvente tem um vasto património histórico-cultural e ambiental, com os Parques Naturais de Montesinho e Douro Internacional, a Área Protegida do Azibo, o Parque Natural de Sanabria (em Espanha) e a Região Vinhateira do Alto Douro, Património da Humanidade da UNESCO.

## Interculturalidade e internacionalização
O IPB é frequentado por estudantes oriundos de todos os pontos do país e por uma população considerável de estudantes internacionais, possibilitando a criação de um ambiente multicultural e constituindo um contributo para a formação humana e cívica dos alunos.
O IPB possui um programa de internacionalização de reconhecido sucesso, envolvendo a mobilidade anual de mais de 600 estudantes, fruto da colaboração com várias instituições de ensino superior europeias (programa Erasmus) e de países de língua oficial portuguesa. Estudar no IPB representa uma oportunidade de uma experiência de mobilidade internacional; uma mais-valia para a formação e empregabilidade dos alunos e diplomados.

## Ação social e apoio aos estudantes
O IPB possui um serviço de ação social que engloba a atribuição de bolsas de estudos e residência a estudantes carenciados, a alimentação nas cantinas do instituto (2000 refeições diárias) e um gabinete de saúde que disponibiliza atendimento de enfermagem, dietética, psicológico, social e de prevenção das dependências. 
Complementam o apoio aos estudantes, a existência de estruturas internas como o Gabinete de Imagem e Apoio ao Estudante, o Gabinete de Promoção do Empreendedorismo, o Gabinete de Relações Internacionais e a Associação de Apoio ao Aluno Estrangeiro.
O IPB oferece a todos os seus alunos, bem como aos alunos estrangeiros em mobilidade, uma oportunidade única de estudar numa instituição criativa e inovadora e de desfrutar de um ambiente académico, cultural e de enquadramento paisagístico verdadeiramente único.
http://www.sas.ipb.pt

## Mobilidade Internacional
O Instituto Politécnico de Bragança possui um programa de internacionalização de reconhecido sucesso, envolvendo a mobilidade anual de mais de 500 estudantes e 100 docentes, fruto da colaboração com várias instituições de ensino superior europeias (programa Erasmus) e de países de língua oficial portuguesa. Estudar no IPB representa uma oportunidade de uma experiência de mobilidade internacional; uma mais-valia para a formação e empregabilidade dos alunos e diplomados.
A página do Gabinete de Relações Internacionais (GRI) constitui o principal veículo de comunicação com os alunos e docentes do IPB e das suas instituições parceiras.
http://www.ipb.pt/gri

## Oferta formativa
A oferta formativa do Instituto Politécnico de Bragança é atualmente composta por mais de uma centena de cursos e ciclos de estudos, incluindo cursos de especialização tecnológica (CETs), licenciaturas, pós-graduações, pós-licenciaturas e ciclos de estudos de mestrado.

## Contactos

### Campus de Bragança
Endereço postal:
Instituto Politécnico de Bragança
Campus de Santa Apolónia
5300-253 BRAGANÇA
Portugal
Contactos:
Tel: (+351) 273 303 200/+351) 273 331 570
Fax: (+351) 273 325 405
E-mail: ipb@ipb.pt

### Campus de Mirandela
Endereço postal:
Escola Superior de Comunicação, Administração e Turismo
Campus do Cruzeiro - Avenida 25 de Abril, Cruzeiro, Lote 2
Apartado 128 
5370-202 Mirandela
Tel: (+351) 278 201 340/ (+351) 278 201 341
Fax: (+351) 278 265 733
E-mail: esact@ipb.pt